# سیارک ۷۱۴۸۲
سیارک ۷۱۴۸۲ (به انگلیسی: 71482 Jennamarie، نامگذاری:2000BO30) هفتاد و یک هزار و چهارصد و هشتاد و دومین سیارک کشف شده‌است که در ۲۸ ژانویه ۲۰۰۰ کشف شد.